# David McKenna
David McKenna (14 de agosto de 1968, San Diego, Califórnia) é um escritor e produtor de cinema americano. Trabalhou como produtor executivo em E-Ring.
Utilizou o pseudônimo Zachary Long para assinar o roteiro de Bully, filme dirigido por Larry Clark.
Seu trabalho mais conhecido é American History X, pelo qual ganhou o prêmio Satellite Awards de melhor roteiro.

## Filmografia
Roteiros escritos:
- Escobar (2009) (pré-produção)
- Scarface: The World Is Yours (2006)
- E-Ring (23 episódios, 2005-2006)
- S.W.A.T. (2003)
- Bully (2001)
- Blow (2001)
- Get Carter (2000)
- Body Shots (1999)
- American History X (1998)